# Joel Grebel
Joel Grebel (hebr. יואל גרבל) (ur. 1912 w Bóbrce, zm. 1992 w Izraelu) – izraelski malarz pochodzący z Polski.

## Życiorys
Joel Grebel urodził się w galicyjskm mieście Bóbrka, gdzie żyła liczna grupa ortodoksyjnych Żydów. Uczył się w chederze oraz w bejt ha-midraszu. Na początku lat 30. XX wieku wyjechał do Lwowa studiować sztukę, w 1936 przerwał naukę i wyemigrował do Mandatu Palestyny. Od 1948 mieszkał w Jerozolimie i studiował w Akademii Sztuk Pięknych i Wzornictwa Besaleela, równocześnie pracował jako grafik i litograf malując przy murze Starego Miasta. Wstąpił do Hagany, a następnie do Sił Obronnych Izraela. Przebywał w Tel Awiwie służąc w wydziale kartograficznym. Od 1950 roku pracował jako starszy grafik i litograf w Służbie Meteorologicznej w Bet Dagan. W Tel Awiwie nawiązał bliskie kontakty z artystami i malarzami, został członkiem Stowarzyszenia Artystów i wszedł do środowiska artystów tworzących litografię prasową. Brał udział w wystawach indywidualnych i zbiorowych oraz wykładał sztukę i litografię w Pracowni Artystów Association, w wiosce artystycznej w En Hod i Hannah Yaffe School, w latach 1970-1983 był wykładowcą w Instytucie Avni. W 1985 roku, podczas międzynarodowego biennale upamiętniającego Dantego Alighieri, jako jedyny spośród 500 uczestników został nagrodzony medalem Włoskiego Centrum Dantego.